# Maróc
Pour les articles homonymes, voir Maroc (homonymie).
Maróc est un village et une commune du comitat de Zala en Hongrie.